# Marsabit County
Marsabit is een county en voormalig Keniaans district, gelegen in het noorden van Kenia. Het district telde 291.166 inwoners (2009) en had een bevolkingsdichtheid van 4,35 inw/km². Ongeveer 3,7% van de bevolking leeft onder de armoedegrens en ongeveer 53,0% van de huishoudens heeft beschikking over elektriciteit.
De bevolking van de county is van 1999 tot 2009 in 10 jaar tijd meer dan verdubbeld van 121.478 naar 291.166 inwoners. De hoofdstad van de county is Marsabit, de grootste stad is de grensstad Moyale, een belangrijk handelscentrum op de grens van Ethiopië en Kenia. Het is met een oppervlakte van 66.923 km² van de 47 county's van Kenia het op een na grootste district van het land, waarbij enkel het aangrenzende Turkana County nog groter is. De grens tussen deze twee county's wordt volledig gevormd door het tussenliggende Turkanameer.